# Ruby Sparks
Ruby Sparks è un film del 2012 diretto da Jonathan Dayton e Valerie Faris.

## Trama
Calvin Weir-Fields è uno scrittore ventinovenne che ha conosciuto il successo dieci anni prima scrivendo il suo primo romanzo, ma che ora sta attraversando un periodo di crisi, sia lavorativa che sentimentale. Il suo terapista gli incarica di scrivere una pagina su qualcuno a cui piace il suo cane, Scotty. Dopo aver fatto un sogno in cui incontra una giovane donna, Calvin trova l'ispirazione e inizia a scrivere di lei, ammettendo al dottor Rosenthal che si sta innamorando di questa ragazza immaginaria, chiamata Ruby Sparks, della quale gli racconta tutto ciò che ha pensato nel crearla.
Harry, fratello di Calvin, e sua moglie Susie fanno visita a Calvin. Harry legge alcuni dei nuovi scritti di Calvin e li critica, affermando che la sua versione di donna è eccessivamente idealizzata e irrealistica. Calvin scrive un passaggio in cui Ruby s'innamora di lui, prima di addormentarsi sulla sua macchina per scrivere. Il giorno dopo, Calvin è sconvolto nel trovare in cucina Ruby, che sembra una persona in carne e ossa e non solo una sua fantasia. Ruby è confusa dalla reazione di Calvin e insiste per accompagnarlo fuori casa, ma con una scusa lui s'incontra a un bar con Mabel, una sua fan che gli aveva dato il suo numero di telefono. Ruby li vede e crede che Calvin la tradisca, e il litigio che ne consegue dimostra che lei non è frutto della sua immaginazione dato che anche altre persone interagiscono con lei.
Calvin presenta Ruby a un incredulo Harry, dimostrandogli che se scrive qualcosa che la riguarda questa si avvera, e chiedendogli di non dire a nessuno delle origini di Ruby, insistendo sul fatto che da quando è diventata reale pensa di conoscerla veramente, e afferma che non scriverà mai più su di lei. Alcuni mesi dopo, Calvin porta con riluttanza Ruby a incontrare sua madre Gertrude e il suo compagno Mort. Mentre Ruby si diverte, l'introverso Calvin diventa geloso del tempo che passa con altre persone, e la sua felicità svanisce all'aumentare della tristezza. Tornando a casa, la loro relazione diventa tesa e Ruby, depressa, spiega a Calvin quanto si senta sola, suggerendo di passare meno tempo insieme. Timoroso dell'abbandono di Ruby, Calvin scrive che lei è infelice senza di lui: Ruby ritorna, ma ora è estremamente appiccicosa e Calvin, stanco di ciò, scrive che lei diventa costantemente felice ma è cupo, sapendo che la sua felicità è artificiale.
Dopo aver parlato con Harry, Calvin cerca di riscrivere Ruby facendola tornare quella che era in origine, ma le sue parole la lasciano confusa, litigano ancora una volta e Calvin cerca di tirarla su di morale portandola a una festa organizzata dal collega Langdon Tharp. Calvin incontra la sua ex ragazza Lila, che lo accusa di non essere interessato a nessuno al di fuori di sé stesso. Langdon trova Ruby da sola e flirta con lei, convincendola a spogliarsi e a entrare in piscina con lui. Furioso e umiliato, Calvin accompagna Ruby a casa.
I due litigano e Ruby dice a Calvin che non può impedirle di fare ciò che vuole. Mentre si prepara a partire, Calvin le rivela che lei è un prodotto della sua immaginazione e che lui può farle fare qualsiasi cosa voglia. Quando il litigio s'intensifica, Calvin inizia a scrivere convulsamente e costringe Ruby a compiere atti sempre più frenetici e umilianti. Ruby crolla a terra e quando Calvin cerca di avvicinarsi a lei, sentendosi confuso, perso e non avendo il controllo di sé stesso, si chiude a chiave in camera. In preda ai rimorsi, Calvin scrive una pagina finale affermando che non appena Ruby uscirà di casa non sarà più una sua creazione, non sarà più soggetta alla sua volontà e sarà libera. Lascia il manoscritto fuori dalla sua porta con un biglietto in cui le dice di leggere l'ultima pagina, e che la ama. La mattina seguente, Calvin trova il biglietto e Ruby non c'è più.
Il tempo passa e Harry suggerisce a Calvin di scrivere un nuovo romanzo basato sulle sue esperienze con Ruby: il romanzo, intitolato The Girlfriend (in cui esprime il suo profondo rammarico per aver cercato di cambiarla e non averla mai capita veramente), è un successo. Camminando con il cane Scotty nel parco, Calvin incontra una donna che sembra essere Ruby, ma che non si ricorda di lui mentre legge il suo romanzo. La ragazza trova Calvin familiare, cosa che lui devia mostrandole la sua fotografia come autore del romanzo. Lei scherza dicendo che dovrebbero ricominciare da capo, esortandolo con «non dirmi come finisce», a cui lui risponde «lo prometto».

## Produzione
Zoe Kazan, autrice della sceneggiatura e interprete di Ruby Sparks, è stata inizialmente ispirata da un manichino abbandonato e dal mito di Pigmalione, scrivendo di getto venti pagine e poi mettendo da parte la sceneggiatura per sei mesi. È tornata alla scrittura quando le è stato chiaro il concetto centrale di confrontare l'idea dell'amore con la sua realtà. Durante la stesura, Kazan pensò ai film La rosa purpurea del Cairo e Ricomincio da capo, volendo presentare una versione "inclinata" della nostra stessa realtà. Fin dall'inizio dello sviluppo, Kazan ha scritto il personaggio principale di Calvin con in mente il suo fidanzato Paul Dano. Riguardo agli aspetti femministi della storia, Kazan spiega di voler esplorare l'idea di «essere guardata, ma mai osservata» in cui una donna non è propriamente compresa, ma in un modo che non fosse scortese o alienante per gli uomini. Inoltre Kazan dichiara che Ruby Sparks parla del pericolo di idealizzare una persona, di ridurre una persona a un ideale.
Kazan ha attirato l'attenzione di Albert Berger e Ron Yerxa, i produttori di Little Miss Sunshine, i quali l'hanno introdotta alla coppia di registi Jonathan Dayton e Valerie Faris. Kazan ha parlato dell'importanza di Los Angeles come location, paragonando la città a un personaggio tanto quanto a un'ambientazione, un luogo in cui è facile sentirsi soli e isolati e che si accorda con l'isolamento provato da Calvin.
Le riprese si sono svolte principalmente nei quartieri di Silver Lake e Los Feliz. Altre località includono il Grauman's Egyptian Theatre e l'Hollywood Forever Cemetery. La festa organizzata da Langdon Tharp si tiene in una casa che era stata progettata dall'architetto Lloyd Wright.

## Colonna sonora
La colonna sonora, composta da Nick Urata, è stata pubblicata dall'etichetta Milan Records il 30 luglio 2020.
1. She Came to Me – 2:40
2. Creation – 0:45
3. Writer's Block – 0:57
4. Inspiration! – 0:48
5. Ruby Sparks (With Dialogue) – 2:05
6. I Was Waiting for You – 2:31
7. I'll Go With You – 1:38
8. She's Real – 2:27
9. Ça plane pour moi – 3:02
10. Une fraction de seconde – 3:59
11. He Loved You – 0:41
12. Quand tu es là – 1:56
13. Psychadelic Train – 3:00
14. Roll It 'Round – 3:52
15. Miserable – 1:08
16. Inseparable – 2:53
17. You're a Genius – 6:18
18. The Past Released Her – 2:22
19. She Came to Me (With Dialogue) – 2:40
20. Can We Start Over – 1:40
21. Ruby Was Just Ruby – 1:30

## Promozione
Il 26 settembre 2012 è stato diffuso online il trailer italiano del film.

## Distribuzione
La distribuzione nelle sale cinematografiche statunitensi è avvenuta il 25 luglio 2012. Il film ha avuto la sua prima internazionale al Festival del film di Locarno in Piazza Grande il 3 agosto 2012, mentre in Italia il film è uscito il 6 dicembre 2012 distribuito dalla 20th Century Fox.

## Accoglienza
Sull'aggregatore Rotten Tomatoes il film riceve il 79% delle recensioni professionali positive con un voto medio di 7,09 su 10 basato su 179 critiche. Il consenso generale afferma: «Scritto in modo intelligente e recitato meravigliosamente, Ruby Sparks supera i suoi rallentamenti occasionali con un'abbondanza di fascino e arguzia». Su Metacritic ottiene un punteggio di 67 su 100 basato su 40 critiche, corrispondente a «recensioni generalmente favorevoli».
Stephen Holden del The New York Times ha scritto che «Ruby Sparks non cerca di fingere di essere più di quello che è: una commedia romantica elegante, ben scritta e recitata che scorre in maniera dolce e soddisfacente». Chris Pandolfi di At A Theatre Near You lo ha definito «Un commento intelligente sul processo creativo, l'insicurezza, il comportamento di controllo, l'idealismo e la fragilità dell'ego maschile. È tutto piuttosto ingegnosamente combinato in uno dei più film simpatici che io abbia visto in tutto l'anno: una fantasia, uno studio del personaggio e un racconto ammonitore, tutto in uno».